# Сан Микеле Векио (Венеција)
Сан Микеле Векио је насеље у Италији у округу Венеција, региону Венето.
Према процени из 2011. у насељу је живело 328 становника. Насеље се налази на надморској висини од 0 м.